# Geissorhiza ramosa
Geissorhiza ramosa (лат.) — многолетнее травянистое клубнелуковичных растение, вид рода Geissorhiza семейства Ирисовые (Iridaceae). Эндемик ЮАР.

## Описание

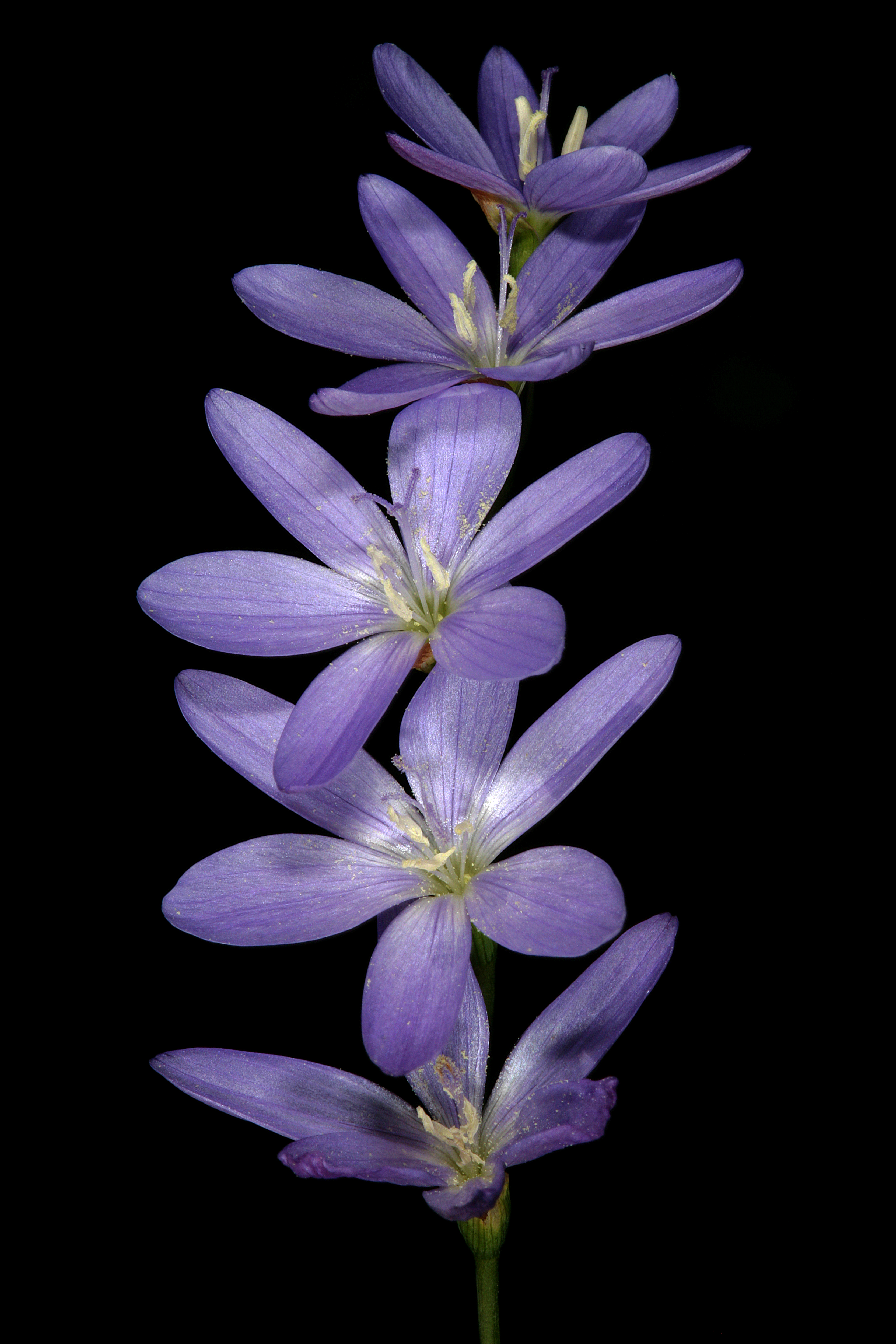
Соцветие G. ramosa может включать до 11 цветков.

G. ramosa — клубнелуковичный геофит, высотой 20-45 см. Клубнелуковица яйцевидная, сужающаяся сверху, 6-8 мм в диаметре. Чешуйки коричневые, от деревянистых до бумажистых по текстуре, рассечённые снизу на правильные секции. Стебель 2-4-ветвистый (реже простой), с чешуевидными прицветниками. Листьев от 2 до 3-4, нижние 1-2 базальные, в два раза короче или такой же длины, как стебель, линейные, 1,2-2,5 мм шириной, края и главная жилка утолщённые, с узкими 2 бороздками на каждой поверхности. Единственный верхний стеблевой лист (изредка два) обволакивает стебель снизу. Колос наклонный, изогнутый, с несколькими цветками (до 11 в соцветии). Прицветники со временем становятся сухими и пленчатыми от кончиков, внешние 3,5-5,5 мм длиной, внутренние немного короче. Цветки актиноморфные, синие, пурпурные или фиолетовые (выцветают до розового, а затем белого при высыхании). Трубка околоцветника воронковидная, длиной 2-3 мм; листочки околоцветника обратнояйцевидно-эллиптические, (5-)7-9 x 3,3-4,5 мм. Тычиночные нити прямые, неравные, две более длинные длиной 3-4 мм, одна более короткая длиной 2,5-3,0 мм. Пыльники длиной 2,2-3,5 мм, жёлтые. Столбик делится напротив верхней 1/3 пыльников, ветви 1,5 мм длиной. Плоды — коробочки от шаровидный до продолговатый формы, длиной 3,5-5,0 мм.
Этот вид Geissorhiza распознаётся по маленьким, тёмно-синим или фиолетовым цветкам с околоцветниками длиной 5-9 мм и неравными тычинками с пыльниками длиной до 3,5 мм, а также по его обычно 2-4-ветвистому, безволосому стеблю. Неравные тычинки типичны для большинства других видов секции Monticolae этого рода. Недоразвитое растение может быть менее 20 см в высоту и без ветвей, что делает идентификацию сложной.

## Распространение и местообитание
G. ramosa — эндемик ЮАР. Произрастает в горах Западно-Капской провинции от гор Грот-Винтерхук на севере до гор Лангеберх около Риверсдейла на востоке. Растёт на каменистом песчаниковом грунте, часто в болотистых или влажных местах, чаще всего после пожаров. Предпочтительное местообитание — скалистые горные склоны.